# Patinação de velocidade nos Jogos Olímpicos de Inverno de 2006 - 1000 m feminino
A competição de 1000m feminino de patinação de velocidade nos Jogos Olímpicos de Inverno de 2006 foi disputado no dia 19 de fevereiro.

## Medalhistas
| Ouro   | NED Marianne Timmer |
| Prata  | CAN Cindy Klassen   |
| Bronze | GER Anni Friesinger |

## Resultados
| Pos. | Patinadora               | Tempo   | Dif. |
| ---- | ------------------------ | ------- | ---- |
|      | NED Marianne Timmer      | 1:16.05 |      |
|      | CAN Cindy Klassen        | 1:16.09 |      |
|      | GER Anni Friesinger      | 1:16.11 |      |
| 4    | NED Ireen Wust           | 1:16.39 |      |
| 5    | CAN Kristina Groves      | 1:16.54 |      |
| 6    | NED Barbara de Loor      | 1:16.73 |      |
| 7    | RUS Svetlana Zhurova     | 1:17.13 |      |
| 8    | POL Katarzyna Wojcicka   | 1:17.28 |      |
| 9    | RUS Yekaterina Abramova  | 1:17.33 |      |
| 10   | USA Jennifer Rodriguez   | 1:17.47 |      |
| 11   | RUS Varvara Barysheva    | 1:17.52 |      |
| 11   | RUS Yekaterina Lobysheva | 1:17.52 |      |
| 13   | ITA Chiara Simionato     | 1:17.53 |      |
| 14   | CAN Christine Nesbitt    | 1:17.54 |      |
| 15   | JPN Sayuri Yoshii        | 1:17.58 |      |
| 16   | JPN Tomomi Okazaki       | 1:17.63 |      |
| 17   | JPN Maki Tabata          | 1:17.64 |      |
| 17   | JPN Aki Tonoike          | 1:17.64 |      |
| 19   | KOR Sang Hwa Lee         | 1:17.78 |      |
| 20   | CHN Manli Wang           | 1:17.90 |      |
| 21   | GER Sabine Voelker       | 1:17.97 |      |
| 22   | GER Judith Hesse         | 1:17.98 |      |
| 23   | NED Annette Gerritsen    | 1:18.33 |      |
| 24   | CAN Shannon Rempel       | 1:18.35 |      |
| 25   | USA Amy Sannes           | 1:18.50 |      |
| 26   | KOR Ju-Youn Lee          | 1:18.66 |      |
| 27   | USA Chris Witty          | 1:18.70 |      |
| 28   | KOR You Lim Kim          | 1:18.77 |      |
| 29   | CHN Beixing Wang         | 1:19.03 |      |
| 30   | GER Pamela Zoellner      | 1:19.30 |      |
| 31   | CHN Shuang Zhang         | 1:19.91 |      |
| 32   | USA Elli Ochowicz        | 1:19.94 |      |
| 33   | BLR Svetlana Radkevich   | 1:20.11 |      |
| 34   | KOR Bo Ra Lee            | 1:21.19 |      |
| 35   | ROM Daniela Oltean       | 1:21.70 |      |
| -    | CHN Hui Ren              | DNF     |      |

Legenda
| Recorde mundial      | Recorde mundial (World record)               |                       | Recorde africano                      | Recorde africano (African) |                                           | Q | Classificado por posição (Qualified) |
| Recorde olímpico     | Recorde olímpico (Olympic record)            | Recorde da América    | Recorde da América (Americas)         | q                          | Classificado por melhor tempo (Qualified) |   |                                      |
| Melhor marca do ano  | Melhor marca do ano (World leading)          | Recorde asiático      | Recorde asiático (Asian)              | DNS                        | Não largou (Did not start)                |   |                                      |
| Recorde nacional     | Recorde nacional (National record)           | Recorde europeu       | Recorde europeu (European)            | DNF                        | Não terminou (Did not finish)             |   |                                      |
| Recorde pessoal      | Recorde pessoal do atleta (Personal best)    | Recorde da Oceania    | Recorde da Oceania (Oceania)          | DSQ / DQ                   | Desclassificado (Disqualified)            |   |                                      |
| Recorde da temporada | Recorde da temporada do atleta (Season best) | Recorde sul-americano | Recorde sul-americano (South America) | NM                         | Sem marca (No mark)                       |   |                                      |